# Prezydium rady narodowej
Prezydium rady narodowej – organ wykonawczy i zarządzający rady narodowej, powołany w celu organizowania i wykonywania przepisów własnych i określonych przez organy wyższego stopnia. Prezydium rady narodowej stanowiło kolegialny sposób kierowania i zarządzania administracją terenową oraz podległych jednostek organizacyjnych. Prezydium rady reprezentowało radę narodową na zewnątrz.

## Powołanie prezydium rady
Na podstawie ustawy z 1958 r. o radach narodowych ustanowiono kompetencje i zakres działania prezydium rady narodowej.

## Skład prezydium rady
Prezydium rady składało się z:
- przewodniczącego,
- zastępcy przewodniczącego,
- sekretarza,
- członków.

Wybór przewodniczącego prezydium wojewódzkiej rady narodowej podlegało zatwierdzeniu przez Radę Ministrów, z kolei przewodniczącego powiatowej rady narodowej podlegało zatwierdzeniu przez Prezesa Radę Ministrów. Wybór przewodniczącego gromadzkiej rady narodowej zatwierdzał organ wyższego szczebla.
Rada Ministrów za zgodą Rady Państwa ustalała wytyczne w sprawie liczbowego składu prezydiów rad narodowych.

## Uprawnienia prezydium rady
Prezydium rady działało stosownie do uchwał swojej rady oraz zgodnie z wytycznymi prezydiów rad narodowych wyższego stopnia i Rady Ministrów.
W szczególności prezydium rady narodowej:
- przygotowywało i zwoływało sesje rady,
- uchwalało projekt planu gospodarczego i budżetu oraz rozpatrywało okresowe sprawozdania z ich wykonania,
- nadawało kierunek działalności wydziałów, podległych przedsiębiorstw, zakładów i instytucji raz nadzorowało i koordynowało ich działalność,
- wydawało zarządzenia na podstawie obowiązujących przepisów w celu ich wykonania.

## Uprawnienia przewodniczącego prezydium rady
Przewodniczący prezydium rady:
- reprezentował prezydium na zewnątrz,
- przygotowywał i zwoływał posiedzenia prezydium i przewodniczył w nich,
- w przypadkach niecierpiących zwłoki wydawał zarządzenia należące do właściwości prezydium,
- czuwał nad wykonaniem uchwał rady i prezydium oraz wytycznych organów nadrzędnych,
- był służbowym przełożonym kierowników i innych pracowników wydziałów rad narodowych.